# Pjotr Todorovskij
Pjotr Jefimovič Todorovskij (rusky Пётр Ефи́мович Тодоро́вский, 26. srpna 1925 Bobrynec – 24. května 2013 Moskva) byl sovětský filmový režisér, kameraman, scenárista, herec a hudební skladatel.
Narodil se v židovské rodině na Ukrajině, která byla v roce 1941 evakuována do Saratovské oblasti. V letech 1943–1949 sloužil v armádě, byl raněn a obdržel Řád vlastenecké války. V roce 1954 vystudoval VGIK a pracoval jako kameraman v Kišiněvě a Oděse. Spolupracoval s režisérem Marlenem Chucijevem, živil se také jako hudebník a skladatel.
V roce 1962 režíroval spolu s Vladimirem Ďačenkem hraný snímek Nikdy a v roce 1965 natočil svůj první samostatný film Věrnost, který byl oceněn na festivalu v Benátkách jako nejlepší debut. Úspěšné byly jeho autorské tragikomedie spojující psychologické intimní téma s vylíčením společenské situace: Válečná romance byla v roce 1983 nominována na Oscara za nejlepší cizojazyčný film, Interděvočka, která v době glasnosti otevřela problematiku prostituce v SSSR, získala roku 1989 zvláštní cenu poroty na Tokijském filmovém festivalu, za film A znovu a znovu!, popisujícím život důstojnických rodin v období stalinismu, obdržel v roce 1993 cenu Nika za nejlepší ruský film.
Získal titul národního umělce a Řád Za zásluhy o vlast. Jeho první manželkou byla herečka Naděžda Čeredničenková, druhou manželkou scenáristka Mira Todorovská, s níž měl syna Valerije, který je také filmařem.

## Režijní filmografie
- 1965 Věrnost
- 1967 Fokusnik
- 1970 Gorodskoj romans
- 1977 Poslední oběť
- 1978 V den prazdnika
- 1981 Milovaná žena mechanika Gavrilova
- 1983 Válečná romance
- 1986 Po hlavní ulici s orchestrem
- 1989 Interděvočka
- 1992 A znovu a znovu!
- 1995 Kakaja čudnaja igra
- 1998 Retro vtrojom
- 2002 Žizň zabavami polna
- 2003 V sozvězdiji byka
- 2008 Riorita